# Resolució 1189 del Consell de Seguretat de les Nacions Unides
La Resolució 1189 del Consell de Seguretat de les Nacions Unides fou adoptada per unanimitat el 13 d'agost de 1998. Després d'expressar la seva profunda pertorbació pels atemptats a Nairobi (Kenya) i Dar es Salaam (Tanzània), el 7 d'agost de 1998, el Consell va condemnar enèrgicament els atacs terroristes i va demanar als països que adoptessin mesures per evitar nous incidents.

## Antecedents
El 7 d'agost de 1998, centenars de persones van morir en explosions simultànies de camions bomba a les ambaixades a les principals ciutats de l'Àfrica oriental de Dar es Salaam (Tanzània) i Nairobi (Kenya). Els atacs, lligats als membres locals del Gihad Islàmic egipci, van posar l'atenció per primera vegada a Osama bin Laden i Ayman al-Zawahiri als Estats Units, i van provocar que el FBI col·loqués Bin Laden en la seva llista dels deu més buscats.

## Resolució
El Consell de Seguretat va quedar sorprès pels atacs que afectaven negativament a les relacions internacionals i estava convençut que la supressió dels actes de terrorisme era essencial per a la pau i la seguretat internacionals. Va subratllar que tots els estats membres de les Nacions Unides haurien d'abstenir-se d'organitzar, fomentar o participar en actes terroristes en altres països. A més, calia reforçar la cooperació internacional entre els estats per prendre mesures per prevenir i combatre el terrorisme.
Els bombardejos a Nairobi i Dar es Salaam van ser fortament condemnats, i es van expressar condolences a les famílies de les víctimes. Es va instar a tots els països i institucions internacionals a prestar assistència a les investigacions realitzades a Kenya, Tanzània i els Estats Units per detectar els responsables i facilitar la reconstrucció d'infraestructures en ambdós països. Finalment, es va instar a tots els països a adoptar, d'acord amb el dret internacional, mesures de seguretat i cooperació per prevenir actes ulteriors i per a la persecució i el càstig dels autors de terrorisme.